# Het pinneke van Pinnekeshaar
Het pinneke van Pinnekeshaar is het 146ste album van de stripreeks Urbanus. Het is getekend door Willy Linthout en het scenario door Urbanus en Linthout, Linthout en Urbanus werden geassisteerd door Steven De Rie. De inkleuring werd gedaan door Vera Claus. De eerste druk was in 2012.

## Verhaal
Een vreselijke ziekte teistert het politiekantoor en René en Modest kunnen hun job niet meer uitvoeren. Urbanus wordt aangesteld tot vervang-agent en hij moet al meteen een moord oplossen: Jef Patat is dood. Nadien blijkt dat hij nog leeft, maar dat iemand hem wel heeft proberen te vermoorden. Heeft het iets te maken met het verdwenen pinneke van Pinnekeshaar? Of zit Jacky Plafond, met zijn verzameling ninja-barbies er voor iets tussen?

## Culturele verwijzingen
- Urbanus krijgt van de commissaris een sheriff-sterretje van John Wayne, de bekende acteur die altijd rollen in Western-films speelde.
- De naam van de huurmoordenaar Jacky Plafond, verwijst naar de Vlaamse actrice Jacky Lafon.
- De huurmoordenaar was een fan van het bekende speelgoed Barbie.